# Karatay Han
Koordinaten: 38° 38′ 38″ N, 35° 56′ 6″ O

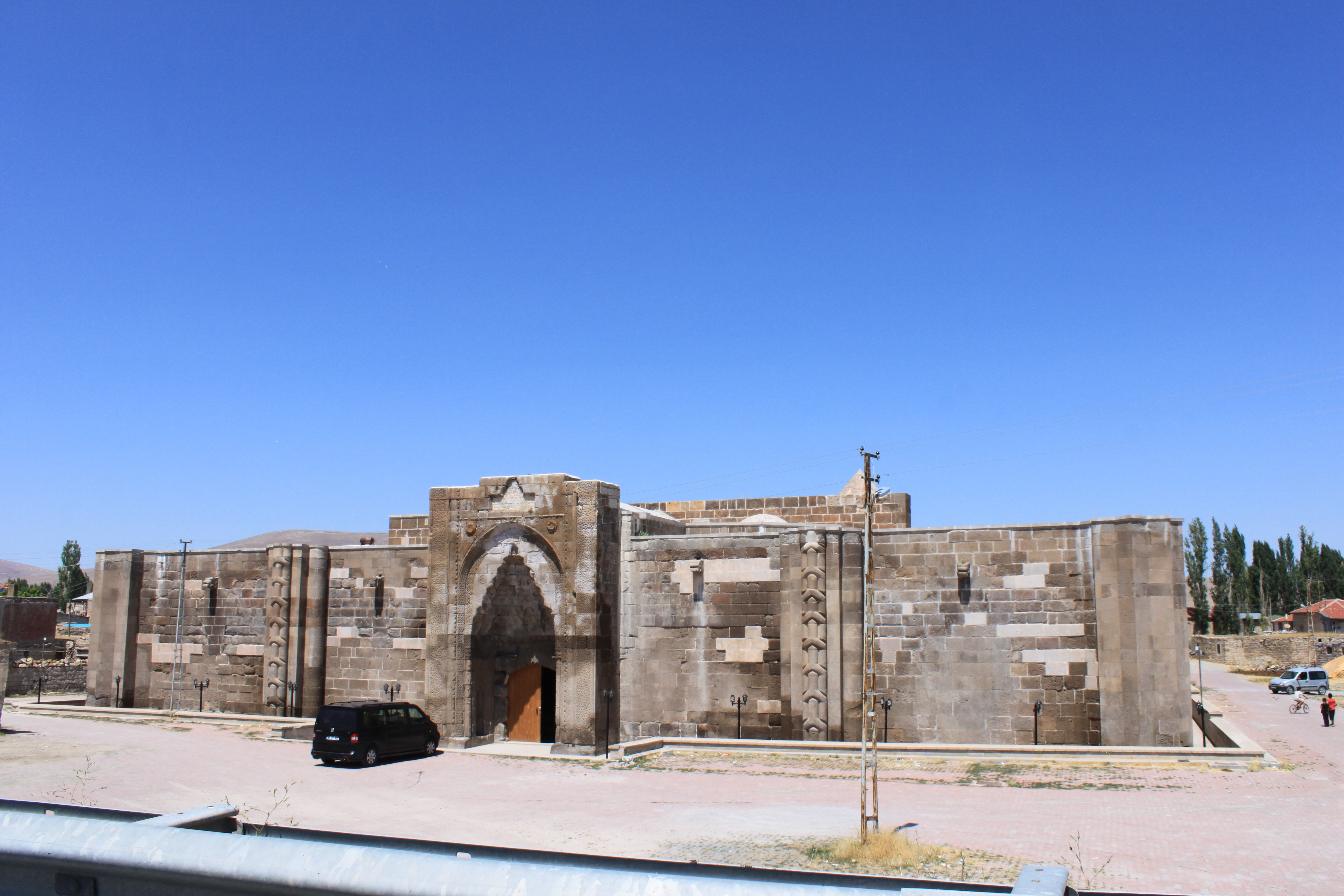
Karatay Han von der Südseite.

Der Karatay Han, benannt nach seinem Stifter, dem Wesir Celâleddin Karatay, ist eine seldschukische Karawanserei östlich von Kayseri in der gleichnamigen Provinz in Anatolien.

## Lage
Der Karatay Han liegt im Süden des Bezirks Bünyan, etwa 24 Kilometer östlich des Stadtzentrums von Kayseri nördlich der Nationalstraße 300 von Kayseri nach Pınarbaşı beim Dorf Karadayı. Bei seiner Entstehung lag er an einer wichtigen Handelsstraße von Kayseri nach Malatya Richtung Osten und Süden nach Syrien, aber ab dem 16. Jahrhundert änderten sich die Routen und seine Bedeutung schwand.

## Geschichte
Der Bau ist eine Stiftung von Celâleddin Karatay, der unter den Seldschukensultanen Ala ad-Din Kai Kobad I. und Kai Chosrau II. das Amt des Großwesirs im Sultanat Rum ausübte.
Der überdachte Teil der Anlage, der Wintersaal, wurde zwischen 1219 und 1236 als erstes erbaut, der Han war mit Vollendung des Innenhofs Ende 1240 oder Anfang 1241 vollständig errichtet. In der Stiftungsurkunde von 1247/48 verfügte Karatay, dass allen Besuchern ca. ein kg Brot und ca. 250 g Fleisch zur Verfügung gestellt werden solle. Daneben waren auch Brennholz, Öl, Kerzen und Waschzeug umsonst.
Im April 1277 machte Sultan Baibars I. während des Kampfes gegen die Mongolen mit seinem Heer halt in Karatay Han, bevor er in der Schlacht von Elbistan starb.
Mit der Veränderung der Handelsrouten sank ab dem 16. Jahrhundert die Bedeutung des Hans und die örtliche Bevölkerung benutzte ihn unter anderem als Stall. 1964 wurde der Han erstmals restauriert. Ende des 20. Jahrhunderts wurde der Han privat erworben und 2008 erneut renoviert. Nach vollendeter Renovierung wird der Han als Hotel und Restaurant genutzt.

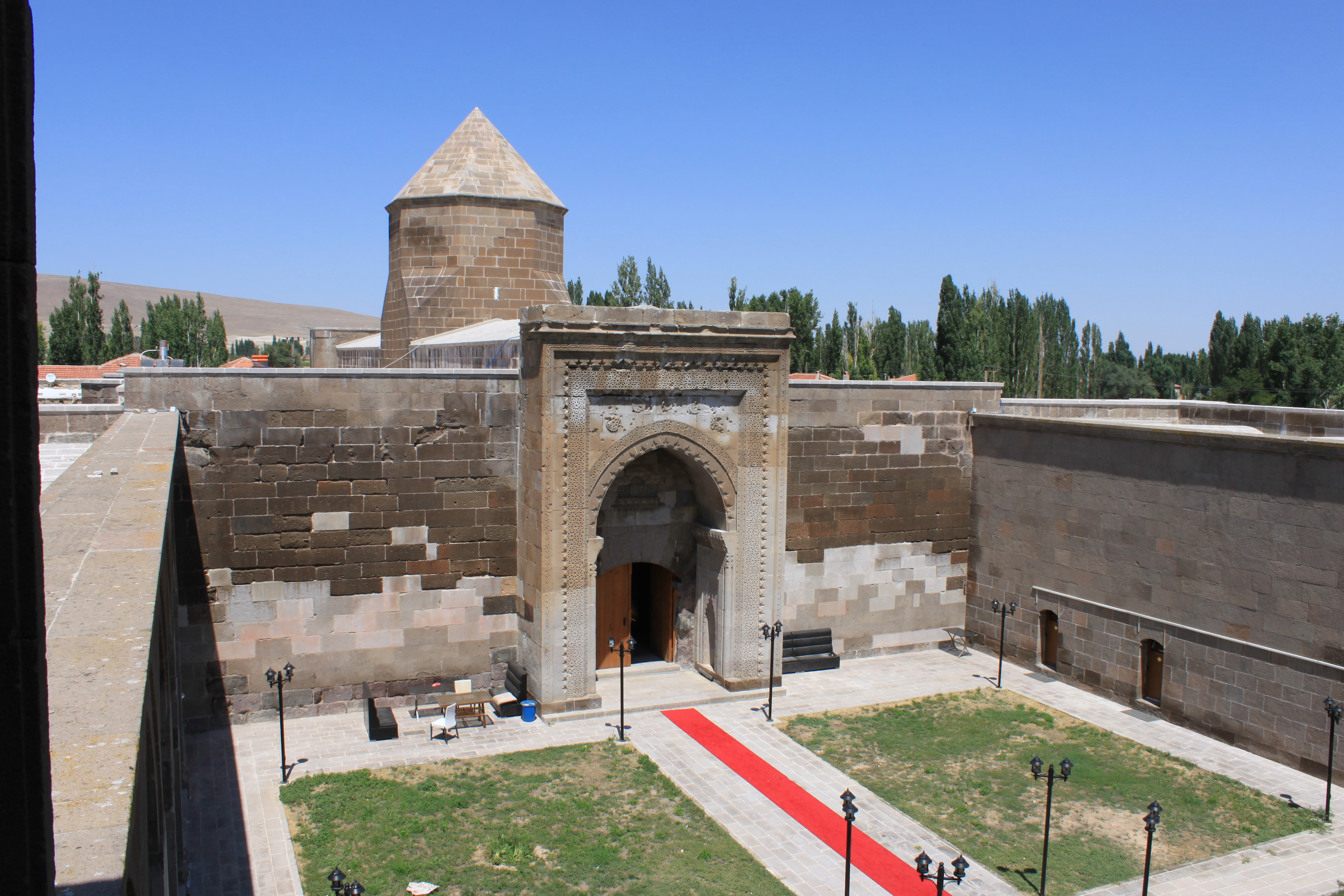
Karatay Han, Blick vom Dach zum Innenhof.

## Architektur
Der Han ist ein typisch klassischer seldschukischer symmetrischer Bau, es handelt sich dabei um den viertgrößten Seldschukenhan. Er besteht aus zwei miteinander verbundenen Bauwerken:
Er ist ein quadratischer Bau mit circa 48 m Seitenlänge, in dem sich mittig ein ebenfalls quadratischer Innenhof mit der Seitenlänge von 25 m befindet.
Die Gebäudehallen sind ungefähr 12 m bis 15 m breit. An der Südseite befindet sich zentral das Eingangstor. An der Nordseite schließt sich der sogenannte „Wintersaal“ an, der älteste Gebäudeteil. Er ist 25 m breit und 35 m lang und wird durch ein Südtor vom Innenhof aus betreten. Der Wintersaal besteht aus sieben Querschiffen, wobei das mittlere erhöht ist und von einem achteckigen kleinen Turm gekrönt ist. In diesem wurden nachts Laternen zur Orientierung der Karawanen aufgehängt. Die Mauern und Tonnengewölbe aus hellem Sandstein sind größtenteils noch im Originalzustand erhalten. An den Außenmauern befinden sich symmetrisch verteilt sechs Ecktürme und zwölf Seitentürme.
Im Tordurchgang auf der Ostseite liegt das durch ein verziertes Holzgitter abgetrennte Grab von Celâleddin Karatay. Es gibt noch eine zweite Grabstätte Karatays, und zwar in der Karatay Medrese in Karatay bei Konya. Welches Grab das richtige ist, ist umstritten. Am Eingangstor östlich befinden sich der Hamam (das Bad) sowie die Schatzkammer, in der die Wertsachen der Karawanen aufbewahrt wurden. Am Tor westlich liegt eine kleine Moschee sowie die ehemalige Krankenstation. Das Dach wurde so konzipiert, dass möglichst viel Wasser gespeichert werden konnte, ähnlich einer Zisterne.

## Kunst

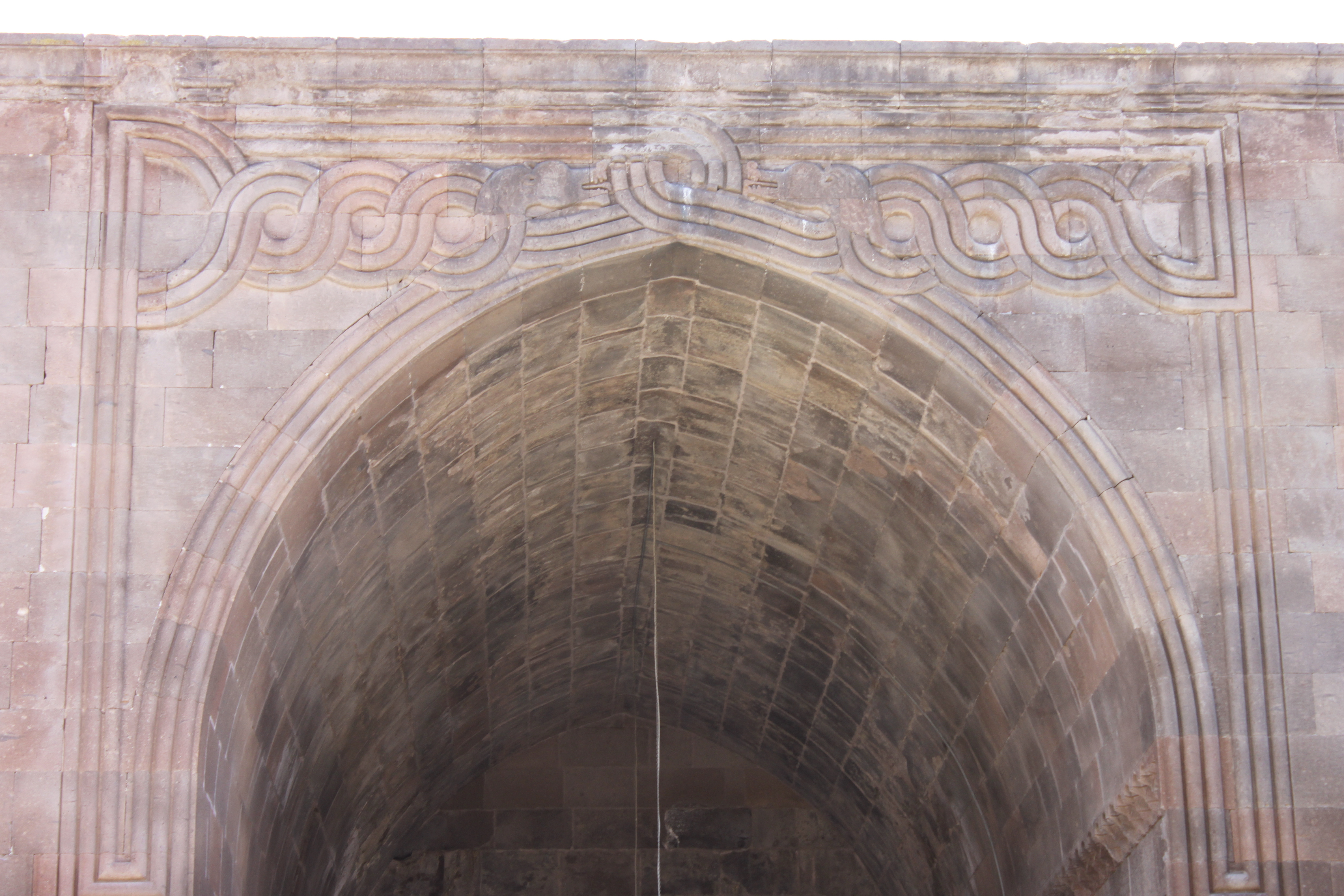
Karatay Han, seldschukisches Schlangenmotiv am Eingangsportal innen aus dem Jahre 1240.

Die beiden Tore des Hans sind mit typisch seldschukischen Muqarnas verziert, wie man sie auch in Alayhan findet. Am Eingangstor ganz oben befindet sich eine weiße Marmortafel mit arabischer Inschrift, die den Bau unter den Sultanen Ala ad-Din Kai Kobad I. und Kai Chosrau II. bezeugt: Dieses Gebäude gehört zu Gott, der Einer, Ewiger und immerwährend ist, (und zu) Augustus und großartigem Sultan, König der Könige, der Schatten Gottes auf Erden, Ala ad-Din Kai Kobad, Sohn von Kai Chosrau, Befehlshaber der Gläubigen im Jahre 638. An der Innenseite des Tores befindet sich eine kleine Marmortafel mit dem Namen von Sultan Kai Chosrau II.
Das Portal ist für einen seldschukischen Han reich geschmückt. An den Kapitellen der Eingangssäulen befinden sich rechts zwei Löwen, links zwei Vögel. Im Rahmen darüber sind Rinderköpfe und menschliche Darstellungen zu sehen.
Auffällig sind die Verzierungen vor dem Grab des Celâleddin Karatay und im Innenhof: Es handelt sich um Ornamentbänder in syrischem Stil, die in Drachenköpfen enden. Der Drache bedeutet in der zentralasiatischen Symbolik Fruchtbarkeit, Harmonie und Ordnung. Karatay Han ist der einzige Seldschuken-Han mit dieser Art von Darstellung.
An den Außenmauern befinden sich Tierköpfe als Wasserspeier, das Eingangstor wird von Flechtbändern und Zöpfen verziert. Besonders ungewöhnlich ist die Darstellung eines Elefanten im Eingangsbereich.

## Fotogalerie

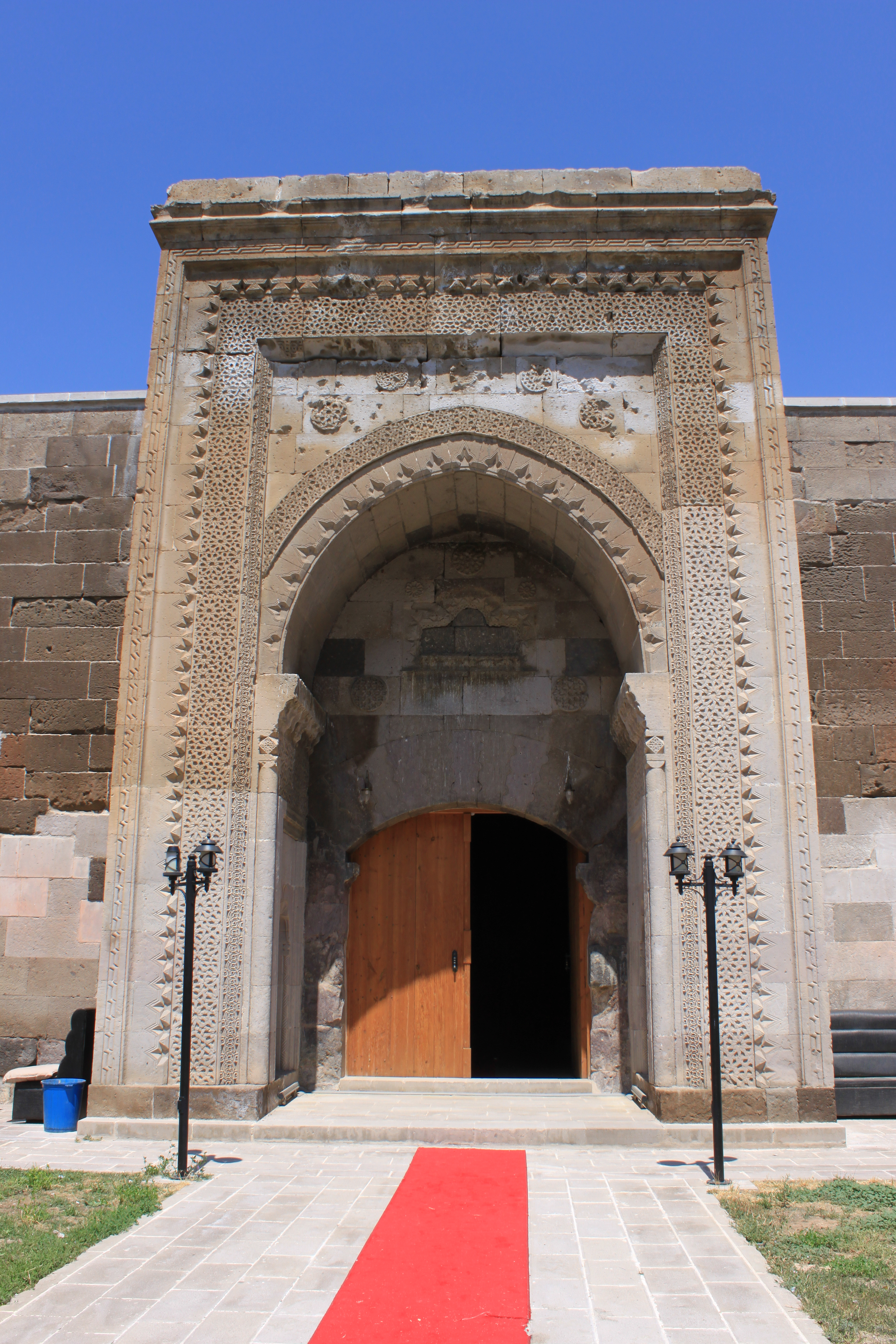
Karatay Han, Eingangsportal zum Wintersaal aus dem Jahr 1236.
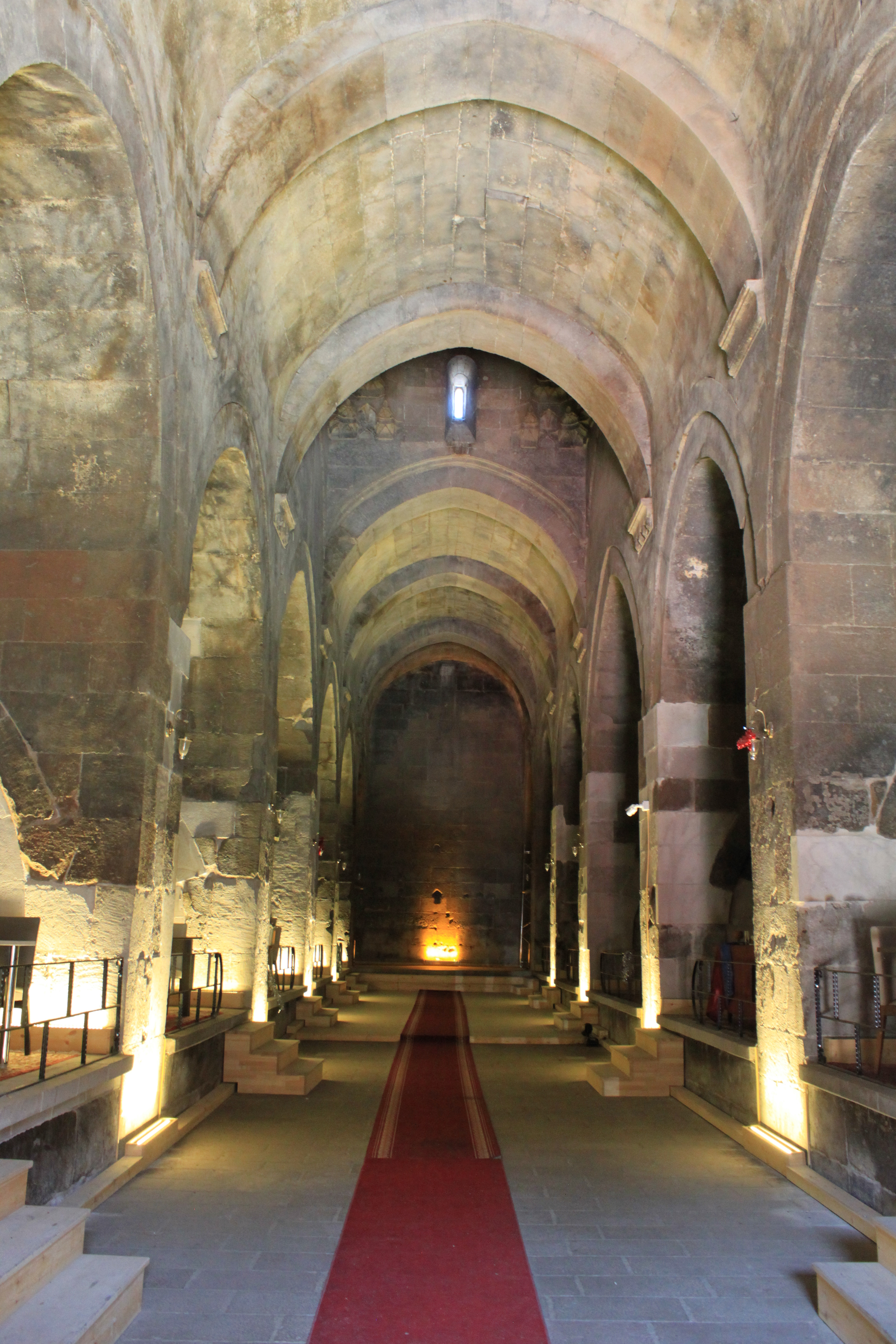
Karatay Han, Hauptschiff der Winterhalle, 1219–1236.
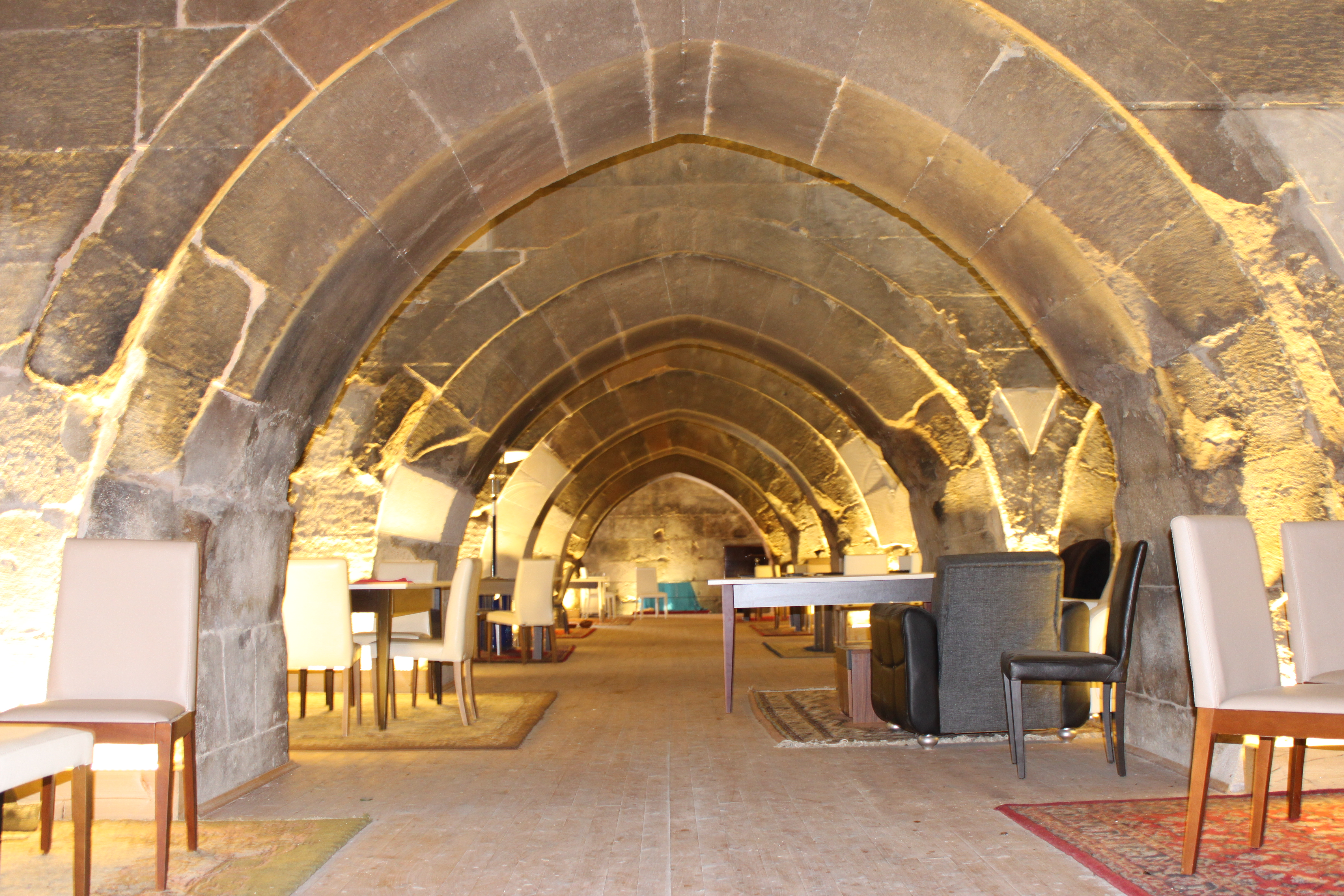
Karatay Han, Seitenschiff der Winterhalle, 1219–1236.
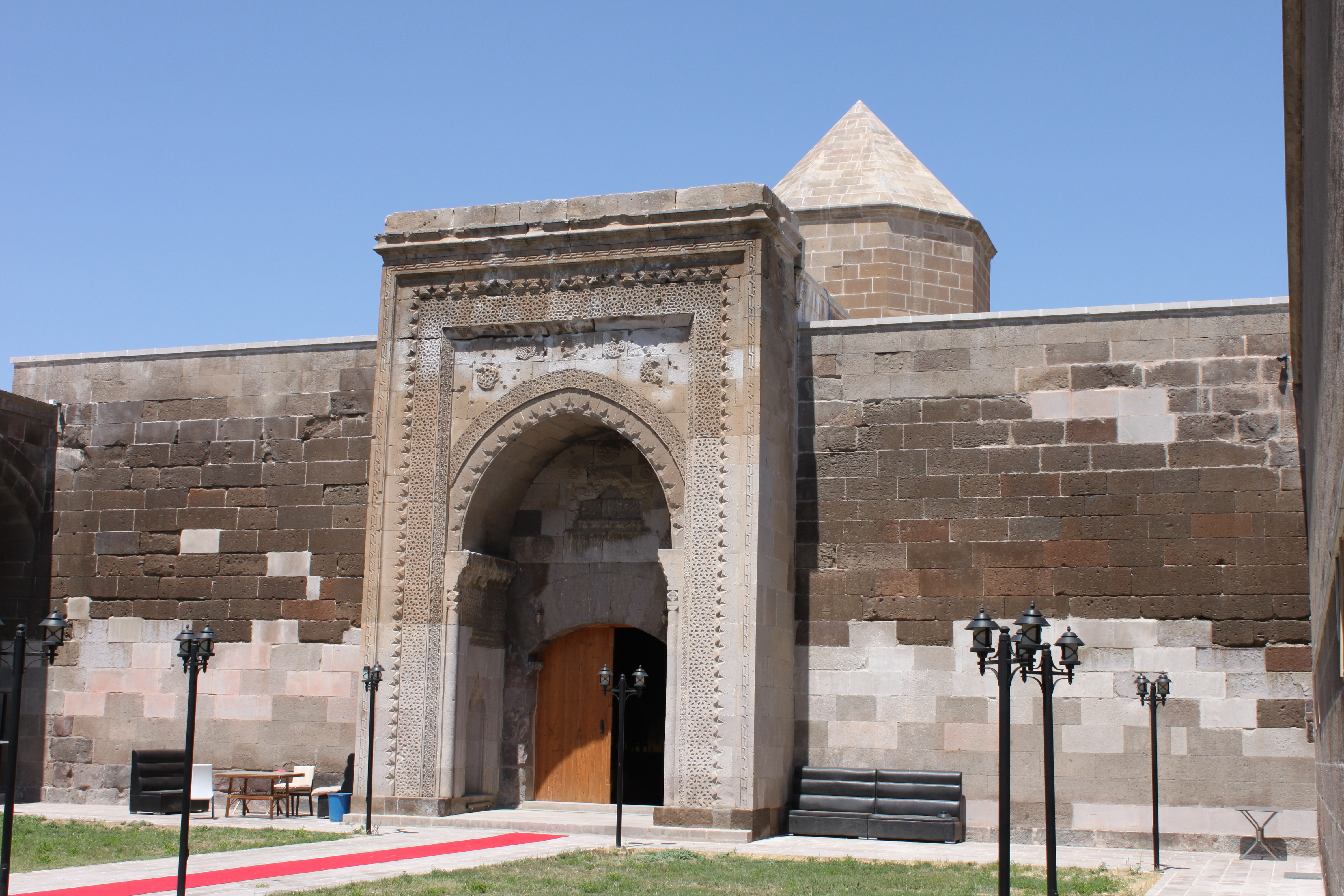
Karatay Han, Eingang auf der Südseite.
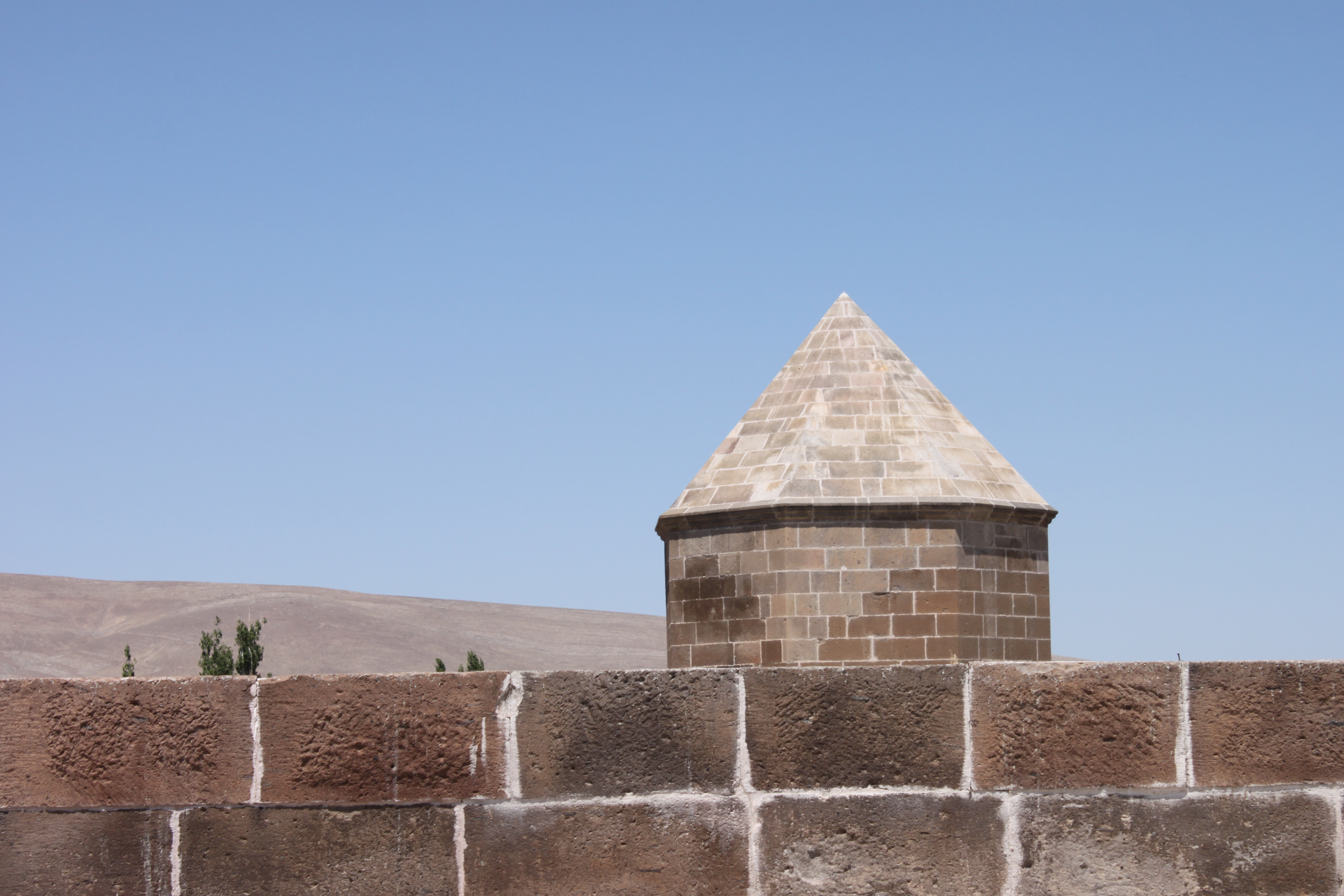
Karatay Han, der Laternenturm über dem Wintersaal.
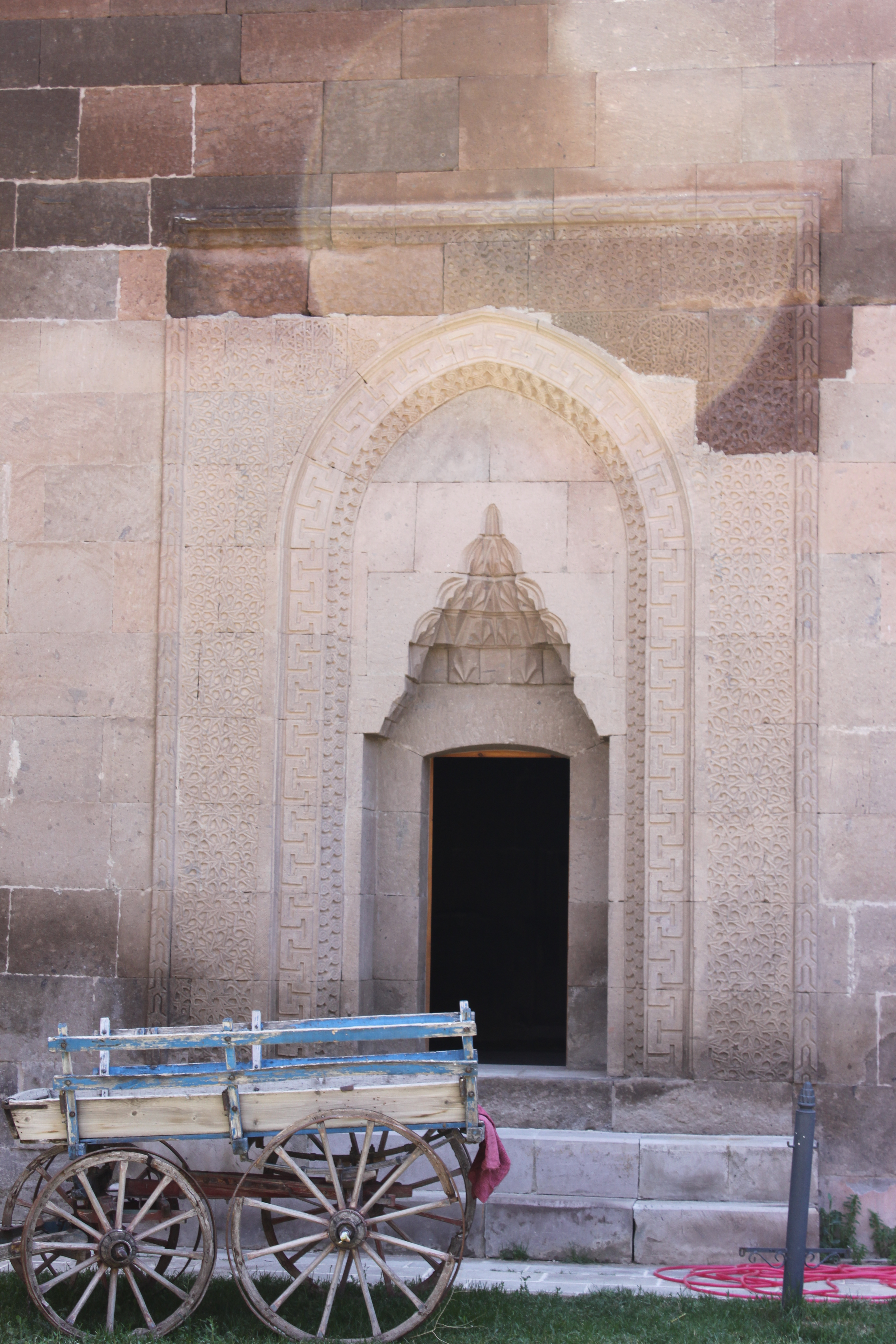
Karatay Han, Eingang zur Moschee, 1236–1240.
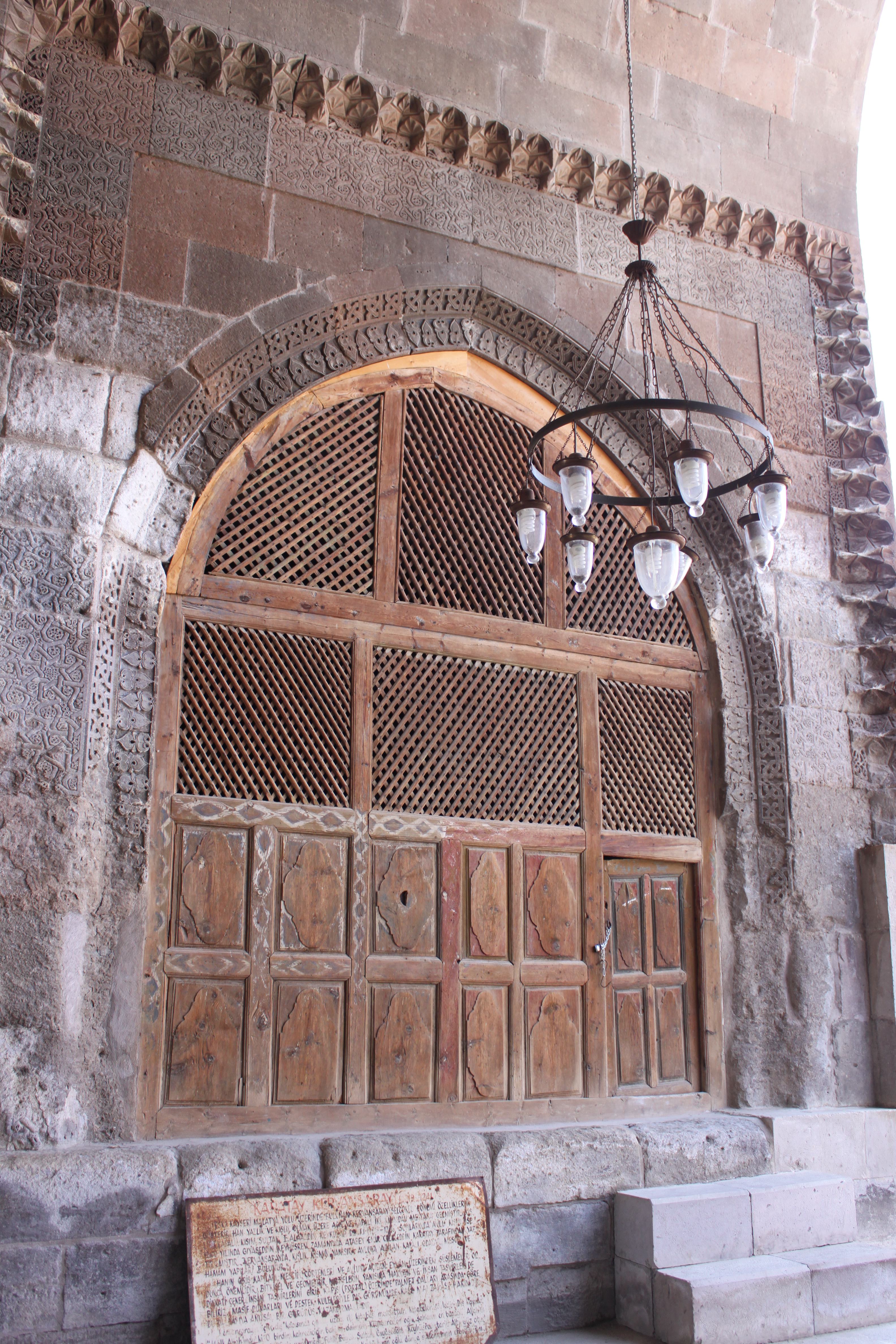
Karatay Han, Grab des Stifters, Celâleddin Karatay.
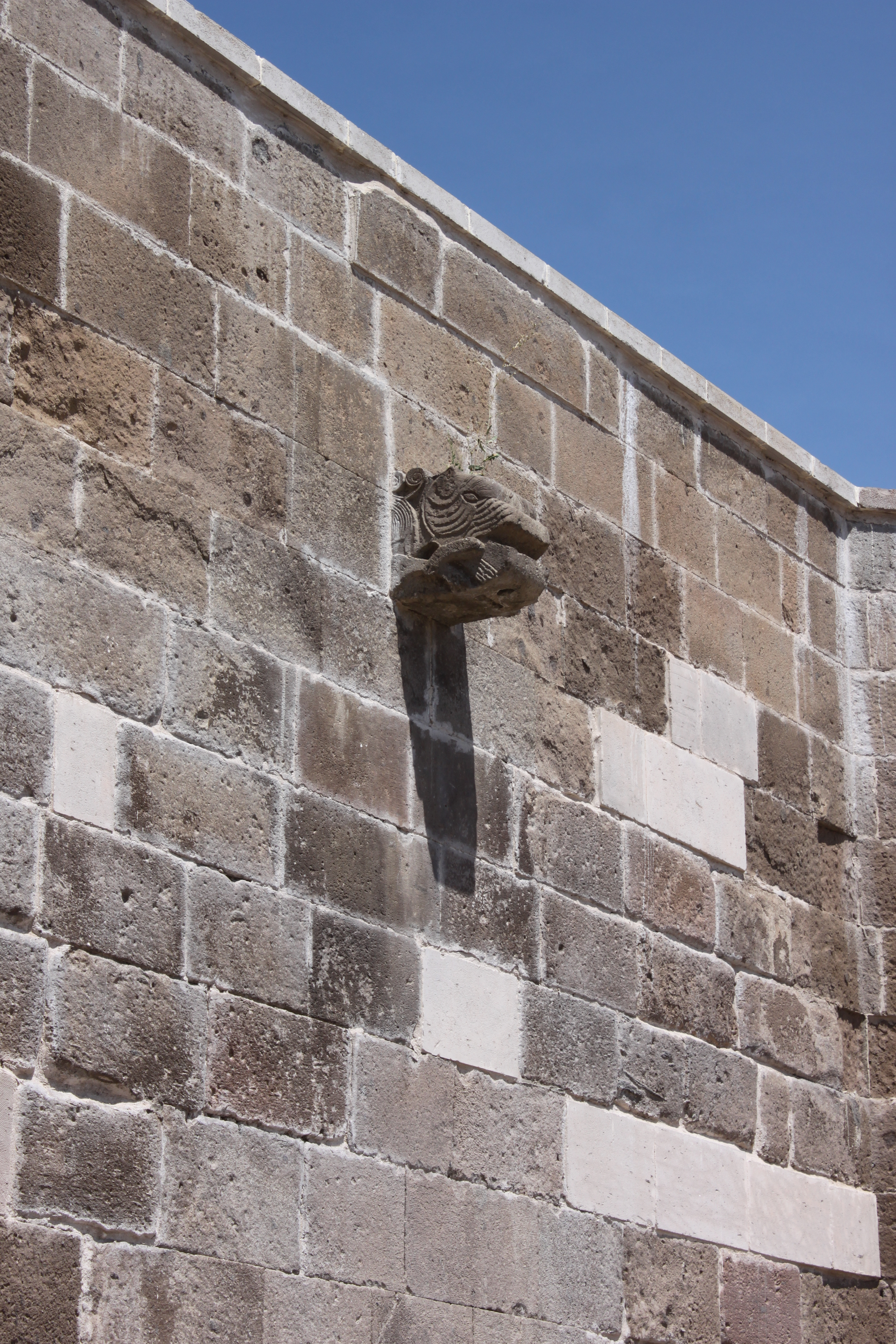
Karatay Han, Wasserspeier (Tier) an der Südwand, außen, 1240.
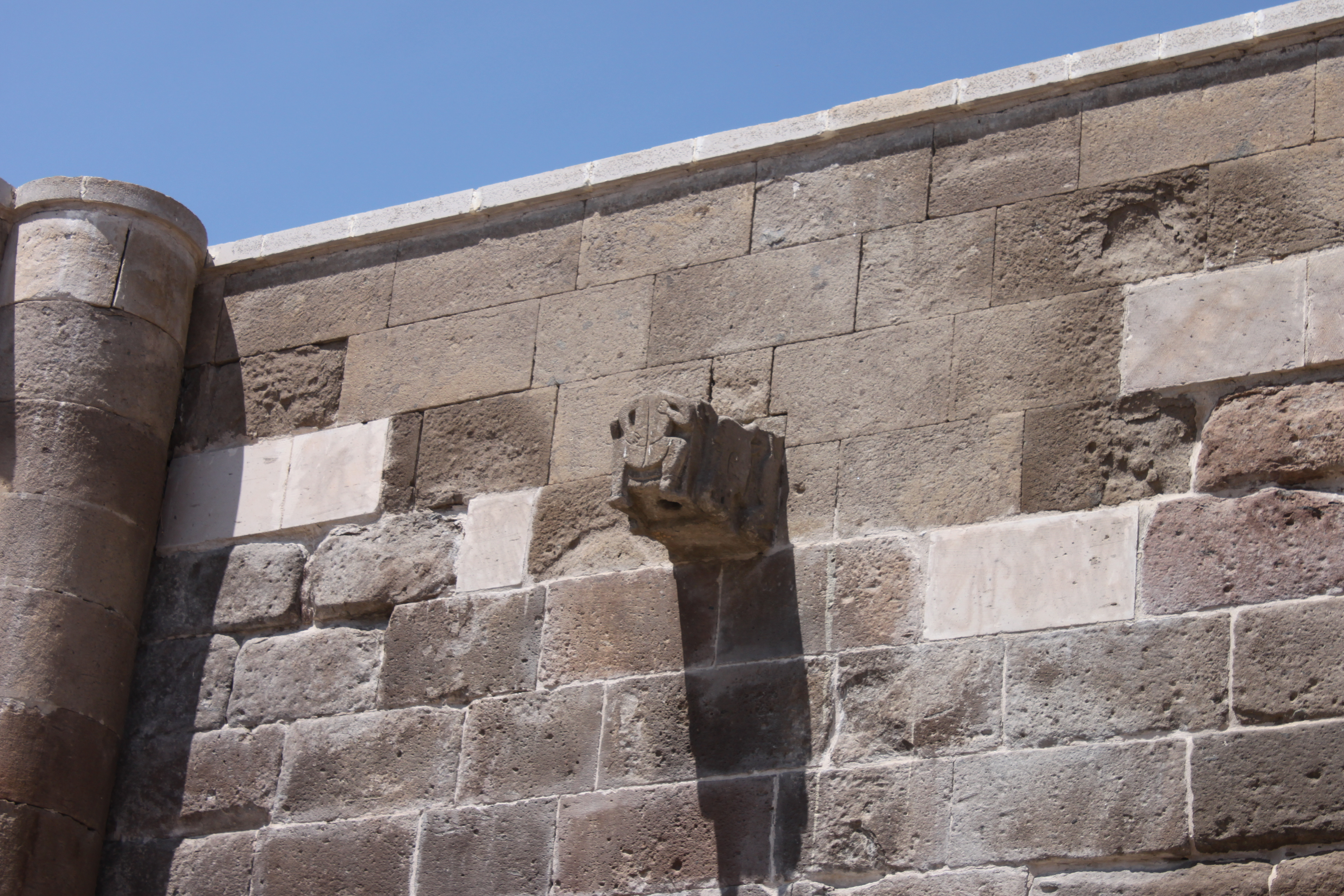
Karatay Han, Wasserspeier (Mensch) an der Südwand außen, 1240.